# طاهرآباد (تهران)
طاهرآباد (تهران)، روستایی از توابع بخش مرکزی شهرستان تهران در استان تهران ایران است.

## جمعیت
این روستا در دهستان سیاهرود قرار دارد و براساس سرشماری مرکز آمار ایران در سال ۱۳۸۵، جمعیت آن ۲۸۹ نفر (۷۸خانوار) بوده‌است.